# Kalathur Kannamma

Kalanthur Kannamma est un film indien en langue tamoul réalisé par A. Bhimsingh en 1959. C'est le tout premier film dans lequel a joué Kamal Haasan, alors âgé de quatre ans. La distribution inclut également Gemini Ganesan et Savitri Devi.

## Chansons
La musique est composée par R. Sudharshanam.
1. Aadatha Manamum (Rajah AM, P. Susheela)
2. Arugil Vanthal (Rajah AM)
3. Unnai Kandu Naan (Rajah AM)
4. Kangalin Vaarthaigal (Rajah AM, P. Susheela)
5. Ammavum Neeye (MS Rajeswary)